# 富山北口站
富山北口站（日语：／ Toyamakitaguchi eki */?）是位於富山縣富山市畑中，富山地方鐵道（地鐵）射水線的鐵路車站（廢站）。

## 歷史
- 1924年（大正13年）10月12日：越中電氣軌道此站至四方站之間開通，此站啟用[1][2]。站舍內同時設置了越中電氣軌道的總部[3]。
- 1926年（大正15年）7月21日：聯隊橋站（後來變為新富山站）至此站之間開通，成為中途車站[1][2]。
- 1927年（昭和2年）2月13日：鐵路公司名稱改為越中鐵道。成為越中鐵道的車站[2]。
- 1943年（昭和18年）1月1日：隨著進行交通整合，成為富山地方鐵道射水線的車站[1][2]。
- 1945年（昭和20年）8月2日：發生富山大空襲（日语：富山大空襲），站舍完全被燒毀[3]。
- 1947年（昭和22年）4月30日：木製站舍竣工[3][4]。
- 1969年（昭和44年）4月15日：列車交會設備被撤走[5][6]。
- 日時不詳：變為業務委託車站[7]。
- 1980年（昭和55年）4月1日：射水線廢除，此站也被廢除[1][2]。

## 車站構造
截至車站廢除前，此站是一座地面車站，設有1面1線的單式月台。月台在路軌的西邊（新港東口方向的列車會開啟左邊車門）。曾經此站設有2面2線的相對式月台，當時可進行列車交會。靠近站舍的月台（西邊）是下行線，對面月台（東邊）是上行線。對面月台的路軌在停用交會設備後被撤走，但是仍然存在。
此站是業務委託車站。站舍是在站內西南方，鄰接月台南邊。站舍位於較高位置，在站舍入口處設有梯級。入口位於站舍南邊，與月台呈90度角に設置されていた。月台候車處設有上蓋。

## 車站周邊
車站鄰近學校設有較多上學客使用此站。
- 富山縣道7號富山八尾線（日语：富山県道7号富山八尾線）
- 富山縣道208號小竹諏訪川原線（日语：富山県道208号小竹諏訪川原線）
- 神通大橋（日语：神通大橋）[8]
- 富山櫻谷郵局
- 神通川

## 現狀
在廢線後，遺址設有代行巴士的巴士站。截至1997年（平成9年），附近的路軌遺址變成富山地鐵巴士的專用道路。上下行線兩座月台處破舊不堪，道路旁已經長滿雜草。後來此站遺址附近的地鐵巴西專用道路被廢除。截至2006年（平成18年）5月，車站遺址變成停車場。在2010年（平成22年）的情況相同。

## 相鄰車站
富山地方鐵道
射水線
新富山－富山北口－八山

## 注腳
1. 1 2 3 4  《日本鐵道旅行地圖帳 全線全站全廢線 6 北信越》（監修：今尾惠介，新潮社，2008年10月發行）34頁
2. 1 2 3 4 5  （JTB出版，2010年4月發行）211-212頁
3. 1 2 3 4  《保存版 故鄉富山市》（2009年7月18日，鄉土出版社發行）152頁。
4. ↑  富山地方鐵道株式會社編《富山地方鐵道五十年史》1983年（昭和58年）3月，富山地方鐵道，882,884頁
5. ↑  《RM LIBRARY 107 富山地鐵笹津・射水線》（著：服部重敬，NEKO PUBLISHING，2008年7月發行）35,45頁。
6. ↑  （著：寺田裕一，NEKO PUBLISHING，2010年12月發行）49-52頁
7. 1 2 3 4 5 6 7 8 9  《RM LIBRARY 107》36,41頁
8. 1 2 3 4  《富山廢線紀行》（著：草卓人，桂書房，2008年7月発行）62頁。
9. ↑  （JTB出版，1997年5月發行）108頁。
10. ↑  《新 鉄道廃線跡を歩く3》48-49頁。

## 相關項目
- 日本鐵路車站列表 To